# Abutilon striatum
Abutilon striatum é uma espécie de planta com flor pertencente à família Malvaceae. 
A autoridade científica da espécie é G.F.Dicks., tendo sido publicada em Edwards's Botanical Register 25: misc. 39. 1839.

## Portugal
Trata-se de uma espécie presente no território português, nomeadamente no Arquipélago da Madeira.
Em termos de naturalidade é introduzida na região atrás indicada, nomeadamente na Ilha da Madeira. Não ocorre na Ilha de Porto Santo, nas Desertas e nas Selvagens.

## Protecção
Não se encontra protegida por legislação portuguesa ou da Comunidade Europeia.